# Географски институт
 Тази статия е за института към БАН.  За Географския институт към Щаба на армията вижте Военно-географска служба.  
Географският институт на Българската академия на науките е бил създаден през 1950 г. Той е бил една от водещите институции в страната, развиващи географската наука.
Географският институт се е стремял да обслужва научно управлението на Република България на национално, регионално и общинско ниво, като провежда изследвания, които допринасят за устойчивото регионално развитие, опазването на природната среда и повишаване качеството на географското образование.
Институтът работил по основните национални приоритети с цел повишаване на конкурентоспособността и устойчивия растеж на икономиката в условията на евроинтеграция и глобализация, както и съхраняване на българската природа и културната самобитност на народа.
Географският институт е популяризирал географска информация за България и света чрез научни и научнопопулярни публикации и учебни пособия и ангажира общественото внимание с глобалните проблеми и общочовешките ценности във всички сфери на обществения живот.
В Географския институт са работели общо 41 души, от които 28 учени. Двама притежавали научната степен „доктор на науките“, а 19 имат научна степен „доктор“. Хабилитираните учени са били 15, а нехабилитираните – 14. Осем души са били специалисти с висше образование.
От лятото на 2008 г. като специализирано звено към института работел Геоинформационен център.
При последната реформа на БАН, институтът е слят с други институти в Национален институт по геофизика, геодезия и география